# Loop studies 2
Loop studies 2 is een studioalbum van Aidan Baker. Het is een vervolg op Loop studies one en Loop studies remixed, die beide niet meer in de handel zijn in 2011. Het album bevat muziek, die gespeeld is op gitaar en daarbij door processors is voorzien van muziekeffecten. Baker vermeldde op de hoes, dat enige glitches te horen zijn, maar die zijn als zodanig bedoeld.

## Musici
- Aidan Baker – gitaar, elektronica

## Muziek
| Nr. | Titel                   | Duur  |
| --- | ----------------------- | ----- |
| 1.  | Flowers (don’t send me) | 10:46 |
| 2.  | Loop study 5            | 12:55 |
| 3.  | Loop study 6 – 6.2      | 13:00 |
| 4.  | Loop study 7            | 16:16 |